# Guldåldern (film)
Guldåldern (franska: L'Âge d'Or) är en fransk surrealistisk film från 1930, regisserad av Luis Buñuel och skriven av Buñuel och Salvador Dalí.

## Handling
Filmen består av en serie sammanlänkade karaktärsskildringar, varav den mest centrala består av en man och en kvinna som är djupt förälskade. Deras försök att leva ut sin passion störs ideligen, av deras familjer och av kyrkan, och av borgarklassens syn på kärlek i synnerhet. I en noterbar scen suger kvinnan på tån till en religiös staty.
I slutscenen berättar bildtexten om en orgie av 120 dagar av depraverade gärningar (antagligen en referens till Marquis de Sades De 120 dagarna i Sodom) och berättar vidare att överlevarna från orgien är redo att komma ut. Dörren till ett slott öppnas, och ut kommer Duc de Blangis, som med sitt skägg och långa hår påminner om Jesus. En ung kvinna rusar ut ur slottet, Duc de Blangis omfamnar henne och för henne tillbaka in. Ett skrik hörs. Den sista scenen visar en sliten kvinna som kommer ut till munter musik. Pauline Kael beskrev Guldåldern som "Surrealistisk, drömlik, och välplanerat, pornografiskt hädisk."

## Medverkande
- Gaston Modot – mannen
- Lya Lys – kvinnan
- Caridad de Laberdesque – städerska och liten flicka
- Max Ernst – ledaren i rövarbandet
- Josep Llorens Artigas – guvernör
- Lionel Salem – duc de Blangis
- Germaine Noizet – markis
- Duchange – dirigent

## Produktion
Filmens budget låg på en miljon francs. Pengarna kom från franske adelsmannen vicomte Charles de Noailles (1891–1981), som varje år från och med 1928 skänkt en summa till ett filmprojekt, som en födelsedagspresent till sin hustru vicomtesse Marie-Laure de Noailles (1902–1970).

## Mottagande
Premiären ägde rum på Studio 28 i Paris den 29 november 1930, efter att med nöd och näppe kommit igenom censuren. För att få igenom den, var Buñuel tvungen att lansera filmen som en galen mans dröm. Efter premiären möttes filmen av en storm av protester.
Den 3 december 1930 kastade medlemmar ur fascistorganisationen Ligue des Patriotes bläck på bioduken, angrep personer i publiken och förstörde verk av Dalí, Joan Miró, Man Ray, Yves Tanguy och andra surrealistiska konstnärer. Den 10 december såg Paris polischef, Jean Chiappe, ingen annan utväg på att få slut på våldsamheterna än att förbjuda all visning av filmen. I USA hade filmen officiell premiär nästan 50 år senare, i november 1979. I Sverige hade den premiär den 31 mars 1980.